# 嘎不拉涣
嘎不拉涣是一个位于中国吉林省前郭尔罗斯县的湖泊，面积约为2平方千米，平均水深约为3米。